# Межбюджетные отношения
Межбюджетные отношения — взаимодействие между органами государственной власти Российской Федерации, органами государственной власти регионов РФ и органами местного самоуправления, заключающиеся в формировании и исполнении соответствующих бюджетов.

## Межбюджетные отношения в России
Межбюджетные отношения в России основаны на следующих принципах:
- распределения и закрепления расходов бюджетов по определенным уровням бюджетной системы РФ;
- разграничения (закрепления) на постоянной основе доходов по уровням бюджетной системы РФ;
- равенства бюджетных прав субъектов РФ, равенства бюджетных прав муниципальных образований;
- выравнивания уровней минимальной бюджетной обеспеченности субъектов РФ, муниципальных образований;
- равенства всех бюджетов РФ во взаимоотношениях с федеральным бюджетом, равенства местных бюджетов во взаимоотношениях с бюджетами субъектов Федерации.

В соответствии с этими принципами отдельные виды бюджетных расходов могут передаваться из федерального бюджета в бюджеты субъектов РФ, а из бюджетов субъектов РФ — в местные бюджеты. Используется единая методика расчета нормативов финансовых затрат на предоставление государственных и муниципальных услуг, нормативов расчета финансовой помощи территориальным бюджетам, а также единый порядок уплаты федеральных и региональных налогов.
Целями организации системы межбюджетных отношений могут быть:
- выравнивание бюджетной обеспеченности;
- стимулирование роста налогового потенциала;
- финансовое управление территориальным развитием;
- снижение рисков недофинансирования ключевых бюджетных услуг на местном уровне.

### Реформы межбюджетных отношений в России в 2000-х гг.
В 2001 году правительством утверждена концепция реформы межбюджетных отношений — Программа развития бюджетного федерализма в РФ на период до 2005 года. Согласно концепции,  регионы и муниципалитеты должны стать более самостоятельными: получить ограниченную самостоятельность в налоговой политике, в управлении расходами своих бюджетов, реализовывать закрепленные за ними расходные полномочия за счет собственных доходов.
В основу реформы положен принцип разграничения полномочий между разными уровнями власти. За регионами и муниципалитетами закреплялся ограниченный круг обязательств (мандатов), исключены обязательства, не подкрепленные источниками финансирования. Также расширялись налоговые полномочия органов власти субъектов и местного самоуправления. Таким образом, сделана попытка поставить их доходы в прямую зависимость от успешности развития «налогооблагаемой базы» территории (местной экономики): успешности привлечения инвесторов, стимулирования предпринимательской активности и роста малого бизнеса.
Впервые в соответствии с новыми принципами бюджет был сформирован в 2005 году.
В 2005 году принят закон «О внесении изменений в отдельные законодательные акты РФ в связи с совершенствованием разграничения полномочий», он ввел институт так называемых добровольных полномочий, которые субъекты могут вводить в одностороннем порядке даже при отсутствии источников финансирования.
В 2006 году принята Концепция повышения эффективности межбюджетных отношений и качества управления государственными и муниципальными финансами в РФ.
Выстроенная модель федеральных отношений оказалась недостаточно эффективной для решения местных задач социального и экономического развития. В 2007 году утверждена методика оценки «эффективности работы региональных властей», расходования региональных бюджетов — перечень из 43 параметров, по которым должна оцениваться работа губернаторов за истекший год и их планы на три будущих года. То есть сделана попытка повысить эффективность работы губернаторов не за счет усиления их подотчетности избирателям, а путём введения бюрократических механизмов контроля.

#### Положение бюджетов регионального уровня
Главный итог реформы межбюджетных отношений — существенный рост бюджетной централизации. Разграничение функций и доходов на практике привело к серьёзному усилению центра.
В соответствии с налоговой системой, основная часть налоговых поступлений уходит на федеральный уровень. Это самые стабильные и хорошо собираемые налоги. Если в 2001—2002 годах соотношение налоговых поступлений, распределяемых между федеральной казной и бюджетом регионов, составляло примерно 50/50, то к 2006 году на территории оставалось немногим более 30 % от собранных налогов. В результате в 2006 году доля собственных средств в региональных бюджетах снизилась до 13 %.
Не произошло и реального разграничения источников доходов. В Бюджетном кодексе заложен принцип одноканального финансирования (один налог — один бюджет), но на деле более 80 % налоговых поступлений в бюджеты регионов — это отчисления от федеральных налогов (?). Основные источники пополнения региональной казны — это часть налога на прибыль, налог на доходы физических лиц (НДФЛ) и поделенные с федеральным центром акцизы. В период кризиса 2008—2009 гг. доходы от первого почти прекратились — прибыли у предприятий нет.
В доходах консолидированного бюджета доля центра в 1999 году составляла 44 %. В 2007 году эта доля составила 66,2 %. Учитывая, что часть доходов центра перераспределяется в регионы в виде трансфертов, на него все равно приходилось 58,9 % консолидированного бюджета. В итоге даже у регионов богатых природными ресурсами оказалось недостаточно средств, чтобы покрывать собственные бюджетные обязательства. Они попали в зависимость от благосклонности и дотаций центра. В экономически благополучном 2006 году, по данным Минрегиона, доля дотаций из центра составила всего 10 % только в 16 из 87 субъектов, доля в 10-30 % — в 37 регионах. Всего на межбюджетные трансферты приходилось более трети расходов федерального бюджета 2007 года.
По словам министра регионального развития Дмитрия Козака, «70-80 % всех полномочий сейчас в руках федеральных органов, которые, хоть и представлены на территории, не несут политической ответственности за принимаемые решения». Губернаторы не имеют ни возможности, ни стимулов, чтобы работать более эффективно. Главной проблемой становится недостаток компетентной инициативы в регионах.
Таким образом, регионы не стали самостоятельнее, они получают средства не напрямую от налогоплательщиков, а через посредника — федеральный центр. Чем больше налогов забирает федеральный центр, тем меньше стимулов у регионов для эффективной работы. В самом крупном проигрыше оказываются регионы-доноры.

 Передача сигнала сверху замедлена, поскольку ему приходится проходить через четыре круга федеральной власти. Представительство регионов в федеральном законотворчестве сведено к минимуму и де-факто, и де-юре.

Разделение полномочий с точки зрения финансового федерализма осуществляется совершенно диким способом. Стимулирование регионов походит на круговую поруку, когда бедных закармливают и они теряют всякий стимул к работе, а богатых обкладывают налоговым бременем. Межбюджетная реформа 2005 года только усилила неформальный дележ федеральной казны и наплодила лишних 15 % чиновников. Да ещё появился новый региональный спорт — бюджетный лоббизм. Новый, четвёртый бюджетный уровень — муниципальный — оказался нежизнеспособным, и реформа МСУ провалилась. Козак тогда пытался причесать и стандартизировать ОМСУ, на деле получилась только фикция самоуправления, был создан новый уровень госвласти, только без полномочий и средств. — директор региональной программы Независимого института региональной политики Наталья Зубаревич

#### Положение бюджетов муниципального уровня
Согласно Бюджетному кодексу, муниципалитеты могут частично управлять лишь двумя налогами — земельным и на имущество физических лиц. Но эти налоги трудно собирать, и составляют они считанные проценты в бюджете муниципальных районов. Основные поступления — это перечисление муниципалитетам доли от прочих налогов из вышестоящих бюджетов. Например, сельские поселения получают 10 % собираемого на их территории налога на доходы физических лиц (НДФЛ) и 30 % единого сельскохозяйственного налога (ЕСХН), муниципальные районы — 20 % НДФЛ, 30 % ЕСХН и 90 % единого налога на вмененный доход.
В 2006 году, по данным Минфина РФ, в среднем по России наибольшая доля в структуре расходной части муниципальных бюджетов принадлежит образованию — около 35 %, ЖКХ — 17,8 %, здравоохранение — 11,3 % (также сюда направлялись и внебюджетные (страховые) средства. В зависимости от ситуации в конкретном муниципальном образовании, эти усредненные показатели сильно варьируют.
В 2006 году, по данным Минфина РФ, самодостаточными были лишь 2 % муниципалитетов, более половины доходов состояло из дотаций примерно у 60 %, наиболее тяжелое положение у 36 % муниципалитетов — регионы вынуждены были финансировать их по сметному принципу.
Таким образом, муниципалитеты остаются полностью зависимыми от своих регионов и центра.

### Последствия кризиса 2008 года
По итогам января-июля 2009 года по сравнению с аналогичным периодом 2008 года сокращение доходов консолидированных бюджетов субъектов РФ составило 7 %. Объёмы доходов снизились в 35 регионах. В 5 из них доходы упали более чем на 20 %.
За восемь месяцев 2009 года наибольшее падение доходов зафиксировано в Тюменской области (на 34 %), Челябинской области (на 28 %), Вологодской области (на 24 %), Ханты-Мансийском АО (на 23 %). За этот же период сокращение налоговых доходов консолидированных бюджетов субъектов РФ составило 17 %, рост налоговых доходов произошёл в 23 регионах, снижение более чем на 20 % — в 11 субъектах Федерации. Из-за кризиса в 2008—2009 гг. серьёзно сократились поступления от налога на прибыль — одного из основных источников дохода региональных бюджетов. Прибыли у предприятий почти нет. Доходы от этого налога снизились на 44 %, в 16 регионах поступления сократились более чем на 50 %, рост доходов от налога на прибыль зафиксирован в 11 регионах России. Снижение объёмов НДФЛ составило 1 %, при этом поступления выросли в 41 регионе..
Региональные различия велики и часто обусловлены не экономическими, а политическими факторами. В Приморском крае идет подготовка саммита АТЭС-2012 — инвестиции в регион увеличились в 2,8 раза, в Краснодарский край, где ведется подготовка Олимпиады в Сочи — на 18 %, в Чечню — на 90 %. Стабильно, несмотря на кризис, растут инвестиции в регионы разработки новых нефтегазовых месторождений (Республика Коми, Якутия, Красноярский край) и строительства новых автосборочных предприятий (Калужская и Ленинградская области). Но в более чем в половине регионов России зафиксировано огромное снижение инвестиций: на 40-60 % от уровня 2008 года, особенно в Карелии, Орловской, Белгородской областях, Ямало-Ненецком АО. По данным Минфина, суммарный дефицит бюджетов субъектов Федерации в 2009 году составит около 800 млрд рублей. Регионы залезают в долги: например задолженность Московской области перед федеральным бюджетом уже превышает 55 % её доходов, долг Татарстана, Калининградской, Ярославской и Калужской областей — 32-37 % доходов бюджета.
С ещё большими трудностями столкнулись муниципальные бюджеты. И регионы, и федеральный центр сократили свои отчисления — основной источник их пополнения.

### После 2010 года
Дотации российским регионам от федерального центра по итогам 2018 года впервые превысили 1 триллион рублей. Годом ранее их размер составлял 759 миллиардов, а в 2016-м — 656 миллиардов.